# 風中緋櫻
《風中緋櫻：霧社事件》（英語：Dana Sakura）改編自鄧相揚同名小說《風中緋櫻》，是萬仁電影有限公司製作、台灣公共電視在2003年首播的歷史大戲，以1930年在台灣南投縣霧社所爆發的賽德克族原住民武裝反抗日本殖民統治的霧社事件為背景的台灣電視劇，製作人是萬仁。該劇主要是以霧社事件倖存者高彩雲女士（賽德克語原名：娥賓·塔達歐）的角度來回憶闡述霧社事件的前後始末。

## 故事大綱
一開始是由一名大學歷史研究生阮政一為了找尋霧社事件的真相，而實地到南投縣仁愛鄉採訪收集資料，而遇到了霧社事件中的倖存者之一高彩雲女士，在兩人交談的過程中，時空也隨著記憶而回溯過去。

### 少女時期
- 第1集-第4集

回憶從高彩雲十二歲那年開始。當年日本的台灣總督府的理蕃政策，一方面以隘勇線強制侵占限制原住民的生活範圍及土地；另一方面也從原住民的幼童有計畫的培育所謂的「模範蕃童」，藉以改變原住民的文化。女主角娥賓·塔達歐（也就是高彩雲女士的賽德克原名）也是日本對台皇民化運動所培養的「模範蕃童」之一，同時她也是賽德克族荷歌社頭目塔達歐·諾干的長女，她的日文名字是高山初子。
在同時和娥賓·塔達歐一樣為日本殖民統治所刻意培養的「模範蕃童」，還有同為荷歌社的塔奇斯·諾敏（花岡一郎）、塔奇斯·那威（花岡二郎）及娥賓·那威（川野花子）。四個人從小就是一起學習及遊玩的好朋友，這樣的關係也牽動了四人長大之後的感情情愫。
負責教導娥賓·塔達歐及娥賓·那威的日文啟蒙老師是一名善良的日本警察村田。在當時普遍日警動輒任意欺壓台灣百姓及原住民的時代，村田親切的態度獲得原住民的敬重。而且村田為了親近原住民，迎娶了一名賽德克女子為妻。
然而當時原住民仍被日本人視為「蕃人」，無論原住民接受日本化或是嫁給日本人，還是得不到應有的社會地位尊重。莫那·魯道的妹妹狄瓦斯·魯道及村田太太就是當年的受害者，狄瓦斯·魯道遭到日本丈夫的始亂終棄。而村田太太也因為蕃人的身分而遭到在警察宿舍內其他日籍警官太太的歧視，甚至於有時還會遭到其他日警的言語調戲。
雖然村田太太對於所受的其他日警的非禮行為採取吞忍的態度，但是終究得不到村田的諒解，甚至被村田懷疑有不貞的行為。這無疑對自尊心頗高的賽德克人而言是一種人格上的羞辱。村田太太最後選擇在大樹上自縊，以死來表示自己的清白。
帶著娥賓·塔達歐到台北晉見到台灣視察的裕仁皇太子的村田，在回到霧社之後得知妻子的死訊而感到自責不已。後來，村田辭去了山區警察的職務，提著皮箱默然離開霧社。
娥賓·塔達歐的少女時代回憶在此告一段落。

### 求學時期
- 第5集-第8集

高山初子（也就是娥賓·塔達歐）十九歲，因為成績優異而進入埔里尋常小學校高等科就讀，一起在同一所學校就讀的還有小時候的好友川野花子（娥賓.那威）及花岡二郎（塔奇斯.那威）。
而花岡一郎（塔奇斯·諾敏）因為就學時間較早，也一方面成績頗佳而在日本人的推薦下進入台中師範學校講習科就讀，而成為台灣第一位就讀師範學校的原住民。
而在這時一郎認識了就讀同校的阮文雄（也就是大學生阮政一的叔公），兩人因為同感受到其他日本同學不平等的歧視而成為朋友。
阮文雄的父親是在埔里開診所的醫生，也因為阮文雄的推薦下，初子與花子兩人進入了阮文雄父親開設的診所內打工擔任實習護士。開始了初子日後立志成為護理人員的開始。而二郎自願輟學回到霧社擔任警手（日警最基層的職位），而一郎原本在師範學校畢業後打算回霧社擔任教師，卻被日本人強迫推薦成為台灣第一個原住民警官。
四個從小長大的玩伴，也因為年齡增長開始了產生微妙的情愫，一郎與初子互相傾慕，而花子喜歡一郎，二郎暗戀初子。但是，四個人卻為了顧及從小到大的友情而掩飾心中呼之欲出的情慾。
就在這時，日本政府對台灣原住民的皇民化政策使得初子等四人自小培養的「模範蕃童」，在日本人的規劃安排下配對組成所謂的「模範家庭」。一郎配花子，二郎配初子，如此兩喜兩憂的婚配組合，使得原本心中互相愛慕的一郎與初子只能順從日本人及命運的安排，黯然放棄對彼此的情意。
就在10月27日北白川宮能久親王紀念日，四個人分別舉行了日本神道教儀式及賽德克傳統儀式的婚禮。
高山初子（娥賓·塔達歐）在十九歲那年正式告別了她單身的日子，嫁為人婦。

### 事件前夕
- 第9集-第11集

霧社地區在經過六、七年期間沒有再發生原住民的反抗事件而被台灣總督府評定為台灣的「模範蕃社」，而身為霧社行政及治安最高責任長官的霧社分室主任山崎也獲得升遷得以調任至台北擔任警視職務。
而在山崎即將調昇之際，霧社分室內原本相互不和的兩名警官－小島及佐塚，也開始為了爭取繼任霧社分室主任的位子而相互較勁。
另一方面，對於霧社原住民而言，霧社分室主任的繼任人選無論是小島或是佐塚都不會是好事。因為小島太過於了解霧社原住民的風俗習慣，也精通泰雅族語，更熟知哪些人是霧社潛藏的危險份子。而佐塚雖然也略知原住民的文化，但不同於小島的地方在於佐塚的大日本意識使得他從內心根本瞧不起原住民。
然而，最後在山崎的指定推薦下，佐塚獲得繼任霧社分室主任的位子。而在當時誰也沒有料想到佐塚繼任霧社分室主任的人事調動會成為爆發霧社事件的遠因。
佐塚繼任霧社分室主任的首要行政目標就是開發霧社成為媲美日本箱根的溫泉觀光區。這原本是相當好的建設構想，但是卻因為佐塚大量徵調霧社群各社原住民壯丁服勞役，而又縱容下屬動輒鞭打並隨意苛扣服勞役的工錢，而逐漸引發原住民們潛藏已久的不滿。除此之外，佐塚更不顧原住民的傳統信仰，分別派人到霧社各社收繳原住民排列放至於首級架上用來祭祀避邪的人頭骷髏，這更使得恩怨更是火上澆油。
實際引起霧社事件的導火線是由一場在馬赫坡社舉行的原住民婚宴上。日本警官吉村途經馬赫坡社時，莫那·魯道的長子塔達歐·莫那熱情的邀請吉村一同加入婚宴，並想依泰雅族原住民的禮儀與吉村一同來兄弟飲（依賽德克習俗兩人並肩貼臉對嘴共飲同一杯酒，以示友好同心）。
可是，吉村卻嫌塔達歐·莫那滿手沾滿剛殺過山豬的豬血，粗暴的拿警棍打掉塔達歐·莫那手中的小米酒酒杯。這樣的舉動激怒了塔達歐.莫那，於是塔達歐.莫那及巴沙歐.莫那兩兄弟不由分說的痛打了吉村一頓。
毆打警官在日治時代是相當嚴重的刑事犯罪，更何況還是蕃人動手毆打日籍警官。這樣的情況傳回霧社分室之內引起相當大的震撼，佐塚在震怒之下決定法辦塔達歐·莫那及巴沙歐·莫那兩兄弟，連帶莫那·魯道也以未能阻止暴行被連坐懲處。
儘管莫那·魯道事後曾兩次帶著塔達歐·莫那及巴沙歐·莫那兩兄弟到馬赫坡警察駐在所向吉村登門致歉謝罪，但是吉村就是不買莫那·魯道的帳，堅持呈報懲處公文到台中州能高郡。
這也讓莫那·魯道下定決心要發動一場驚天動地的武裝抗爭行動。在莫那·魯道居中策畫下，賽德克霧社群的十一社中馬赫坡、荷歌、波亞倫、斯庫、羅多夫、塔羅灣六社響應參加，而起事時間就決定在10月27日，也就是北白川宮能久親王紀念日。
而這一天同時也正好是高山初子等四人結婚一週年紀念日，而初子正在打算如何高高興興的慶祝結婚一週年之際，卻不知影響她日後一生，甚至於賽德克族未來的大事件已經悄悄的逼近。

### 霧社事件
- 第12集-第14集

10月27日，是個意義重大的日子。
對日本人來說，是1895年征台近衛師團司令官北白川宮能久親王為了平定台灣而壯烈犧牲的紀念日。
對高山初子而言，這一天是她與花岡二郎及她的青梅竹馬好友花岡一郎與川野花子共同的結婚一週年慶祝日。
但是，賽德克霧社群六社的原住民來講，這一天是他們反抗日本人長久以來欺壓的起義之日。
正如高彩雲女士（高山初子）在劇中的回憶旁白所說：「霧社各部落族人將幾十年的怨恨宣洩而出，積壓良久的休火山終究是要爆發。三十多年來，幾乎每一個賽德克家庭都有親人死在日本人手裡，這樣的仇恨不經過一場殺戮，是無法撫平的。」
清晨，天尚未破曉。在莫那·魯道及養子比荷.瓦歷斯率領下的起義六社原住民戰士分別偷襲了分布環繞於霧社四周的各警察駐在所，殺死駐警，切斷電話線並奪取駐在所內存放的槍械彈藥。在此同時霧社仍在酣睡之中，渾然不知即將到來的血腥災難已經悄悄拉開序幕。
照例每年在霧社公學校都會依行程舉辦運動會，這也是居住於霧社的日警眷屬及其他日本人都會扶老攜幼來到霧社公學校參加這一場一年一度的盛事。
而初子在這一天穿著和服盛裝打扮的前往與會，花子也帶著她與一郎剛出生滿月的兒子花岡勝雄和初子一起出席參加。
誰也不知道在這個時候霧社公學校已經不知不覺被起義的原住民戰士所埋伏包圍。正當日本國旗冉冉上升，會場眾人合唱「君之代」之際，一聲槍響霎時震撼了現場每個人，在還不沒弄清楚情況之下，原住民戰士已經如同潮水般的從會場四周衝出，並手持獵刀與步槍朝會場內的日本人砍殺射擊。
在莫那·魯道的指示之下，除了賽德克人及漢人不殺之外，在會場內只要是日本人無分男女老幼全都成了原住民戰士報復殺死的目標。女人的尖叫聲，小孩的哭喊聲，男人死前絕望的呼救聲在霧社公學校的操場內此起彼落。頃刻間，霧社公學校操場從原本熱鬧的運動會場瞬間變成了血流成河的人間煉獄。而才新任霧社分室主任沒幾個月的佐塚也在霧社公學校的血洗事件中被殺死。
另一方面，由莫那·魯道親自領軍的原住民部隊在霧社公學校遭血洗的同時，也對霧社分室展開攻擊，對分室內留守的駐警一個不留的全數處決。並分兵在霧社地區展開殲滅式的掃蕩，只要是穿著和服或是浴衣的人一律誅殺。
在當時穿著和服出席盛會的初子雖然在混亂中逃出了霧社公學校的殺戮，但是在霧社市區之內，差點遭到執行誅殺日本人任務的原住民戰士當成日本婦女殺掉。幸而在比荷·瓦歷斯的指認保護之下才躲過被險遭誤殺的危機。面對這樣混亂的局勢，初子只希望趕緊找到丈夫二郎及好友花子和一郎。
霧社事件爆發的消息很快的傳到了位於埔里的台中州能高郡役所，這樣造成包含日本官員、駐地警察及平民大規模死傷的蕃人武裝暴動事件，造成了日本政府方面極大的震撼。
台灣總督石塚英藏在開會後決定，調動台灣各地駐守的正規軍前往霧社進行武力鎮壓。這樣的決定也是初子面臨接下來一連串苦難的開始。

### 命運的分水嶺
- 第15集

終於與丈夫二郎及友人花子、一郎重逢的初子，卻感受不到劫後餘生的喜悅。一郎與二郎在面對一邊是同胞族人，另一邊則是有栽培之恩的日本人，如果加入族人的行列對抗日本人就是不忠，反之和日本人一起去鎮壓那些起義反抗的族人則是不義。無論如何選擇都將陷入不忠或是不義的罪名，這使得花岡一郎與二郎在忠或義二者之間痛苦躊躇。
在這時的初子與花子只能在一旁看著她們的丈夫在抉擇之間天人交戰，但她們知道無論一郎及二郎做出何種決定，初子與花子都將無條件的支持她們的夫婿。
在無法顧全忠與義的情況，一郎與二郎有了最後也是最壞的選擇，那就是殉死。唯有一死才能擺脫忠與義的立場糾葛。
然而，就在一郎與二郎尚在忠及義兩字之間矛盾之際，霧社事件的消息傳遍了全台灣，但同時也流傳出花岡一郎與二郎是霧社事件的首謀的謠言。因為，許多日本人也包括台灣總督府在內認為以霧社的那些「未開化」的蕃人是不可能有能力一口氣殺光在霧社的所有日本人，其中還包括有武器的警察。
最有可能的懷疑就是自小受日本人栽培的花岡一郎及二郎負責策劃率領蕃人發動叛亂。但是這樣的輿論，在消息與外界隔絕的霧社的一郎與二郎並不會知道。
在這個時候的一郎與二郎回到荷歌社部落，說服在荷歌社的家族二十餘人一同前往Sukuredan（聖山）去準備依賽德克傳統說法回歸祖靈。當然，初子也做好了心理準備要隨丈夫二郎一起在Sukuredan的大楓樹上自縊，一起上 Hakaw utux（彩虹橋）回歸祖靈。
可是，二郎想起了一年前與初子在埔里神社參拜時所立下的誓言：「今生今世都要用生命來保護妳。」更重要一點，初子已經有了將近三個月的身孕。
二郎覺得在霧社事件中的自己的身分立場已經無法顧全忠與義了，更不能因為他的決定而讓初子跟著自己去死，使得違背在神社許下的諾言而多上無情無信的罪名。所以，二郎決定無論如何要讓初子活下來，讓她下山回到霧社好好將孩子生下來並撫養長大。
在二郎的堅持下，初子在狄瓦斯·魯道的陪同哭著離開了二郎的身邊。初子知道這一離開並不是生離而是死別，她可能再也見不到她的丈夫二郎，也見不到她的好友花子與一郎。也正因為二郎一念之間的決定使得初子日後成為霧社事件中僅存的生還者之一。

### 殘酷的鎮壓行動
- 第16集-第17集

十一月初，在台灣總督府的動員令下，台灣各地駐守的陸軍各聯隊及警察史無前例的大規模往一個地方集結，那就是霧社。負責指揮陸軍各聯隊的指揮官為鎌田彌彥少將，而警察部隊則由前霧社分室主任的山崎來統籌。
此外，在霧社事件中因為調派往道澤群屯巴拉社警察駐在所擔任巡察而幸運躲過一劫的小島，也被調回霧社分室負責警察部隊的前線指揮。
而在霧社事件中率領族人以殺戮一吐累積了多年的怨忿的莫那·魯道，在料想到日本政府方面一定會調動大軍前來鎮壓起義。所以，他決定放棄原本已經佔領收復的霧社地區，領軍退回到山上準備跟日軍來一場持久的森林游擊戰。
而一開始莫那·魯道的戰術與戰略構想也確實奏效了，對於台灣各地集結而來的日軍部隊在不熟悉霧社山中森林地形的情況下，屢屢遭到抗日原住民們以小股游擊戰的方式痛擊，甚至於很多在山中搜索的日軍小隊遭到伏擊而被殲滅。
對於「反亂蕃」如此頑強又神出鬼沒的抵抗，日軍司令部方面當然覺得非常沒有面子。於是一方面調遣砲兵部隊增援砲轟參加抗日的各社居住地，並由陸軍航空隊以飛機投彈轟炸山區及溪谷所有抗日原住民可能出沒的地區。另一方面，採納小島「以夷制夷」的建議，以獎金利誘的方式成功吸引道澤群的屯巴拉社成為嚮導加入圍剿抗日原住民的行列。
在「小孩二十元，婦女三十元，壯丁一百元，頭目兩百元」的獎金利誘並允許自由出草的承諾下，成為日本人所說的「味方蕃」的道澤群屯巴拉社開始大肆攻擊參加抗日的霧社群六社的老弱婦孺，藉以砍下的人頭來與日本警方領取獎金，並同時協助日軍在山區搜尋在森林裡打游擊的抗日原住民的下落。
也由於道澤群屯巴拉社加入了日軍行列，使得原本在山區十分活躍的抗日原住民們開始感受到被圍攻的壓力，同時也開始產生糧食短缺的情況。所以，抗日原住民方面也不得不一改戰術轉守為攻，除了主動襲擊日軍屯駐在山下的營地，同時也攻擊屯巴拉社的人。
而初子的父親也就是抗日原住民六社中的荷歌社頭目塔達歐·諾干卻在一次襲擊日軍巡邏部隊的行動中不幸中彈身亡，成為霧社事件中第一位戰死的頭目。
就在抗日方與親日方兩邊原住民的較勁之下，局勢突然有了變化。一日夜晚，一部分屯巴拉社戰士在頭目泰目·瓦歷斯的帶領下，本來想偷襲落單的莫那·魯道，卻遭到抗日原住民的埋伏，泰目.瓦歷斯在格鬥中不敵莫那·魯道而遭到殺死並被出草割去頭顱。
屯巴拉社也因為頭目泰目.瓦歷斯陣亡無人帶領作戰而失去了組織作戰的能力。使得抗日方又恢復了在山區打游擊戰的優勢。
似乎看起來命運之神開始又眷顧抗日原住民之際，日軍卻已悄悄的運送腐蝕性毒氣彈到霧社，並利用陸航隊飛機掛載投擲於馬赫坡及塔羅灣一帶抗日原住民經常出沒的溪谷與森林之中。
日軍全然不顧海牙公約的規範，在鎮壓行動中使用了殺傷極大的糜爛性路易斯毒氣，雖然有效的大量消滅了抗日原住民戰士，卻也同時使得許多抗日各社非戰鬥員的老弱婦孺受到波及死亡。而日軍卻對外謊稱使用的只是無毒的催淚瓦斯。
日軍的糜爛性毒氣除了腐蝕了抗日原住民的皮膚及肺臟，這時也腐蝕掉了莫那·魯道繼續與日軍對抗的信心。看著自己的族人無論躲在哪裡都可能因為風向的關係而受到路易斯毒氣的殺害，不但死前受到極大的痛苦，就連死後屍體也被毒氣腐蝕得面目全非。在無奈大勢已去的情況下，莫那·魯道只能先後以步槍打死妻子、媳婦及幾個孫子後，自己一個人在馬赫坡岩窟自盡。
而長子塔達歐·莫那則是繼續帶著僅存少數不願投降的年輕族人繼續在山區森林中打游擊戰。
其他抗日原住民部落的婦女為了不願成為男人們作戰時的牽掛與累贅，也紛紛在大樹上自縊。而一具具上吊的遺體彷彿如風鈴般垂掛在同一棵樹上隨風擺蕩。這也使得後來發現的日軍部隊驚訝不已。
也正因為原住民信仰視死如歸，加上抗日原住民戰士作戰時的英勇無懼，非常符合日本武士道的核心精神。這也使得台灣總督府改變決策由原先的掃蕩殲滅改為活捉事件首謀。莫那·魯道及長子塔達歐·莫那成為日本警方欲招降活捉的目標。
事件發展至今，在瓦解了抗日原住民組織性的抵抗後，日軍部隊的鎮壓任務就算圓滿完成，剩下逮捕事件首謀的工作就留給了警察繼續進行。
抗日六社原住民原本約1,205名人口，死亡有644人（戰死354人，自殺290人），剩餘投降的561人全數集中關押於類似集中營的「保護蕃收留所」。
這場持續了四十餘天的霧社事件也在此告一段落。

### 重逢與死別
- 第16集-第17集

初子在離開Sukuredan，離開二郎的身邊，就與狄瓦斯·魯道在森林中摸索一邊躲避日軍，一邊朝霧社前進。
可是，畢竟初子與狄瓦斯.魯道不像原住民男人們那樣熟悉在森林中移動，她們的行動很快就被日軍的搜索隊察覺並鳴槍追擊。狄瓦斯·魯道為了保護初子不被傷害，自己卻被日軍士兵開槍打死，結束了她淒苦的一生。
初子因為能說一口流利的日語，因此被日軍押回霧社暫時安置於「保護蕃收容所」。這時她在收容所內意外與母親與弟弟巴萬·塔達歐重逢。失去了丈夫二郎與從小就疼愛自己的阿姨狄瓦斯·魯道，卻在混亂中能夠再度與母親與弟弟相會，初子的心中只能以悲喜交加來形容。
人生的驚喜時常伴隨著苦難之後而來，初子與母親及弟弟平安重逢之後，另一個讓初子感受到喜悅的再會就是再次遇見了她幼時的啟蒙老師村田。
緣分往往會隨著事因巧合而使得兩個許久不見的人能再次碰面。村田在初子十二歲的時候，因為自責於逼死了妻子而辭去警察職務離開霧社。如今再次回到離開已有八年多的霧社，卻是以台灣日日新報記者的身分來採訪霧社事件的新聞而到霧社分室去。在此同時日本警方為了找尋花岡一郎及二郎的下落，想釐清他們是否如傳言所說對霧社事件有無責任關係？得知初子已被日軍尋獲而傳喚她到霧社分室問話。就是這樣的因緣巧合之下，初子與村田這對師生得以久別重逢。
初子精通日語又有護理經驗，因此後來她被日本人安排在霧社的臨時診療所擔任護士，負責協助軍醫替與抗日原住民作戰而受傷的日軍官兵包紮傷口。也正因為如此，初子得以天天與在霧社四處採訪的村田見面。在村田的支持與打氣下，也使初子有了活下去的勇氣。
而村田在霧社四處採訪之時，不時目睹日軍虐待遭到俘虜的抗日原住民，使得他感到既憤慨又不可思議。一個堂堂文明先進國家的日本，怎麼會容許軍隊對已經投降的俘虜做出不人道的虐待，甚至於隨意殺害的行為。
面對這樣的情況，村田利用採訪之機對日軍司令部提出質疑，得到的回答卻又再度讓村田感到寒心。因為對日軍司令部而言，那些投降的抗日原住民俘虜只是無足輕重的罪犯，根本沒有資格以受到日內瓦公約的保障以戰俘的身分合理對待。
也因為村田身為媒體記者的正義感與職責心，在採訪提問的問題每每使得日軍司令部及日本警方感到不堪，這也讓村田逐漸被當成了問題人物，在最後日軍司令部對他失去耐心之下，在採訪的時候當場將他拘禁關押，直到事件落幕才將他釋放並逐出霧社。
正當日軍司令部及日本警方正在煩惱如何捉到莫那·魯道之際，日軍抓到莫那·魯道的女兒馬紅·莫那，這讓日軍司令部及日本警方感到振奮。
原本以為可以從馬紅·莫那的口中盤問出莫那·魯道的下落，可是馬紅·莫那一心求死的態度，讓日本警方感到挫折。也只能將她先送到「保護蕃收容所」先拘禁起來。還得派人看守防止馬紅·莫那再度自尋短見。
初子在幫馬紅·莫那塗碘酒治傷之時得知她為什麼不想活的原因，原來馬紅·莫那的丈夫是荷歌社的人，荷歌社也是抗日六社之一，而她的丈夫在與日軍作戰時不幸陣亡，另外她所生的兩個孩子在逃難途中也活活餓死了。面對丈夫及孩子都不在人世的馬紅·莫那這雙重打擊之下，讓她傷心得了無生趣只求一死。
然而，面對至親之人的死亡的心理衝擊並不單只有馬紅·莫那。
初子在離開Sukuredan之時，雖然知道二郎會以一死來求得忠與義的兩全之道。但是，她在內心之中仍然抱有一線希望。雖然現在音訊全無並不代表就是死了，也或許在二郎自盡之前，日軍找到了他們等人而將二郎拘禁關押起來。只要是被抓起來，就還有見面的機會。
可是，暗藏在初子內心深處這一點點小小的希望，隨著日本警方搜索Sukuredan之時發現大批上吊的屍體消息傳來而徹底破滅了。因為，在這批上吊的屍體裡頭已經確定二郎就在其中。更讓初子感到心碎的是日本警方竟然要她上山去認屍。
在萬般無奈與痛苦的心情之下，初子回到了Sukuredan，這時她臉上的淚痕早已風乾。看著二郎垂掛於樹上僵硬的遺體身著他們結婚當天所穿的那件日式大禮服，耳邊彷彿又響起了二郎在臨終前跟她說的最後一句話：「我曾經說過『要用生命保護妳的』，妳要試著勇敢活下去，把小孩子生下來，並且撫養長大。」
就在二郎自縊的大楓樹旁，也發現了一郎及花子，還有他們不滿周歲的兒子勝雄三人的遺體。
花子身穿和服，除了頸部有一道極深的刀痕之外，面部並沒有痛苦的表情，顯然是在極快的時間之內獲得解脫。在花子的左手還抱著還來不及長大就跟著父母一起上 Hakaw utux（彩虹橋）面見賽德克祖靈的勝雄。而一郎身著日式大禮服，以武士道切腹的方式自裁，手邊的獵刀就是一郎用來切腹的工具。
當初從小一起長大的四個人，如今只剩下初子一個人，這樣的哀痛使得她已心如死灰。世間莫大的悲傷應不過如此了。
但是，在初子以為事件結束之後一切將恢復於平靜的時候，更大的風暴卻已在沒有人注意的角落逐漸隱然形成。

### 事後清算
- 第16集-第17集

花岡一郎及二郎在Sukuresan自殺身亡的消息隨著媒體報導傳遍了全台灣及日本本土，對這對「花岡倆」的評價也從原先的叛變者、忘恩負義一下子轉變為一片謳歌。尤其花岡一郎身著日式大禮服以切腹了斷自己的生命，更被許多人讚許為武士。
雖然，部分日本人及日警也因為二郎的關係而對初子在態度上有了大幅的好轉，但是初子仍然與族人一起住在擁擠的「保護蕃收容所」內，每天仍然得徒步走過崎嶇蜿蜒的山路到霧社的診療所上班。隨著春末夏至，初子也懷孕約七、八個月，大腹便便的她走起山路更為辛苦。尤其沿路上不時仍會受到道澤群屯巴拉社的游勇恐嚇威脅。
這時一隻溫情的手伸向初子，他就是中山清（賽德克原名也叫比荷·瓦歷斯）。同樣也是受日本人刻意栽培的「模範蕃童」。在霧社事件發生後，他便跟在日警小島身邊擔任助理。
中山清每天在霧社看著初子一個人懷著七、八個月大的肚子形單影隻的往返於「保護蕃收容所」及霧社之間，心中從同情不忍逐漸變為愛憐。幾次想護送初子上下班，可是都被她婉拒了。
初子在經歷了人生的重大哀痛之後，此時的她只是期待著能將二郎的遺腹子平安生子生下來並且撫養長大。這個時間點她無暇也無力再去接納新的感情生活。
雖然，霧社事件已經結束半年而且莫那·魯道也死了，可是在還是生不見人，死不見屍的情況下，很多人還是懷疑莫那·魯道沒有死，甚至於也相信他還沒死。
對於馬紅·莫那來說，這是支持她繼續活下去的希望，因為母親、兄長、丈夫、孩子皆已回歸祖靈，父親莫那·魯道已是她唯一在世的親人。
對日本警方來講，卻是尚未去除的隱憂，誰也不知道莫那·魯道是否狡猾的先休養生息，以圖更為重大的反撲。
對道澤群屯巴拉社而言，更是揮之不去的恐懼，因為莫那·魯道驍勇善戰的形象，在此次作戰中已經獲得證實。他們擔心莫那·魯道不知哪天會帶著人來對他們進行出草？
另一方面，台灣總督府也擔心在鎮壓霧社事件中抗日原住民之時，利用道澤群屯巴拉社「以夷制夷」策略所發放出去的三百多支步槍及上千發子彈的回收問題。更重要一點，仍是莫那·魯道生死未卜，難保他不會暗地裡再煽動目前關押於「保護蕃收容所」內先前已投降的抗日原住民壯丁發動暴動謀反。
因此，一道所謂的「清理保護蕃收容所」的密令由州至郡逐層轉達到霧社分室內。而與這道密令同時下達的明令則為「限期回收味方蕃（親日蕃）的槍枝彈藥」。負責執行這一明一暗兩道命令的就是小島。
他只跟道澤群屯巴拉社的游勇布達：後天要全面回收槍枝及彈藥的口頭通知，可是這對急欲想為他們的頭目泰目.瓦歷斯報仇的道澤群屯巴拉社的游勇來說，無疑是暗示他們可以在槍枝回收之前，對集中關押在「保護蕃收容所」的抗日六社降俘及婦孺下手報復。
就這樣令初子及其他殘存的抗日六社餘民永生難忘的血腥之夜拉開了帷幕。道澤群屯巴拉社的游勇組成的出草隊在夜深人靜的時候，悄悄的摸進收容所內便開始對手無寸鐵的降俘及婦孺大肆燒殺。史稱「第二次霧社事件」。
在那場血腥之夜之中，抗日六社餘民在這場單方面的殺戮之中死亡216人，其中101人的首級被割下當戰利品提到霧社分室邀功，並且還拍照留念。
台中州能高郡郡守以避免類似第二次霧社事件的仇殺情況再度發生為由，勒令強制逃過死劫僅存的剩餘二百多名「保護蕃收容所」內的抗日六社遺族全數遷往新的集中營安置，那就是川中島。
對初子而言，這一次強制性遷徙也代表了她將永遠與霧社告別。

### 川中島集中營
- 第17集-第18集

對於重視故鄉與祖居地的賽德克人而言，從霧社強制遷移至川中島無疑是對他們傳統的一大挑戰。可是，經過第一次及第二次霧社事件的傷亡，抗日六社原住民已經沒有多少壯丁可以組織反抗力量了。
尤其知道第二次霧社事件的背後根本就是日本人與道澤群屯巴拉社串聯起來的族群滅絕行動時，許多抗日六社遺族對於遷徙命令更是抱持著極度悲觀的想法。誰也不能保證這是不是日本人打算利用遷徙為名，將他們剩下的二百餘名老弱婦孺帶到某一處偏僻的地方集體處決掉？
高彩雲女士（高山初子）在劇中的回憶旁白所說：「漫漫長路，盡是艱辛，但是最讓人煎熬的是沒有人知道日本人是不是真的要我們遷徙，或是另有陰謀？路途中，許多婦女與小孩邊走邊掉眼淚，也有男族人擔心半途會被殺掉，偷藏著小刀準備同歸於盡。」
路途雖長，但終究還是到了新的集中營－川中島。可是，抗日六社遺族並未因此而放下心來。因為川中島的位置就在太魯閣群眉原社地盤旁，而太魯閣群與霧社群向來是世仇。
雖然，抗日六社遺族雖然離開了道澤群屯巴拉社的威脅，卻又落入了太魯閣群眉原社的陰影之下。此時他們覺得自己的安危如同風中的殘燭一般。
除了擔心遭到世仇族群的襲擾之外，抗日六社遺族還得面對另一項危害到生存的艱難考驗就是疾病及水土不服的問題。
因為川中島地理位置在北港溪與眉原溪交會之處，地勢溼熱與原居住地霧社有著截然不同的環境，抗日六社遺族除了多人因水土不服而瀉痢而死之外，在此同時瘧疾也迅速的傳染開來。
因為，川中島沒有醫生，初子成了族人在疾病醫療上唯一的依靠。可是，在惡劣的環境及完全沒有醫藥的情況下，初子雖然盡力的照顧生病的族人，但是巧婦難為無米之炊。在初子與日本人反應又得不到善意的回應，終於發生了幾起因瘧疾病死的情況發生。這才得到了日本當局方面的重視，而派遣醫生到川中島為抗日六社遺族治療瘧疾。
這一個小小的善意，加上自遷徙至川中島之後也沒有如先前擔心的遭致太魯閣群眉原社的襲擾。抗日六社遺族漸漸相信日本人應該是已經放過他們，不再為了霧社事件的事情而迫害他們了。
因而，儘管川中島的環境依然惡劣，生活依然困苦，可是抗日六社遺族因為有了生存下去的希望而逐漸回復往日的活力。尤其初子臨盆生下了抗日六社遺族們遷徙至川中島後的第一個孩子（二郎的遺腹子），更給大家帶來了久違許久的朝氣。
初子為這個剛誕生的小生命取名為花岡初雄（賽德克原名：阿威·塔奇斯）。另一方面，因為中山清透過小島的請託下，初子得以以殉職警察遺孀的身分繼續領取二郎生前的警察月俸，總算在生計上也有些許著落。
中山清對於初子一個人不但要撫養剛出生的幼子，還得照顧母親及還未成年的弟弟感到十分不捨與同情。也經常利用探望初子的時候，會買一些嬰兒用品給她。也曾表示希望能陪伴她，照顧她。可是，初子的心已死，她雖然感激中山清對她的關心，卻無法再接受另一段感情的開始。
可是，初子的一生中的婚姻從來無法自己做主，不久後日本人再度安排她再婚。而結婚的對象就是中山清。四年後，初子生下了第二胎，是她與中山清的女兒，名為中山杏子（賽德克原名：伊萬·比荷）。

### 結尾
- 第19集-第20集

可是，詭譎多變的命運依然沒有遠離抗日六社遺族。在好不容易相信應該可以平平安安繼續生活之際，日本人突然通知要在台中州能高郡役所舉行一場「歸順典禮」，如此霧社事件的恩怨才算正式的結束。
誰也不知道日本人辦這場所謂的「歸順典禮」是何用意？但是，在各社代表在歸順書押完手印之後，日本人開始拿出名冊唱名，而被唱名叫出帶走一共23名壯丁，這23名壯丁皆以協助調查事件原委而留置。但事實上，這23名抗日遺族壯丁自此再也沒有回來。
直至中華民國接管臺灣後，當年被帶走的壯丁遺體才在偶然的機會下被發現。從遺骸身上可以看出在生前曾遭遇極為殘忍的酷刑致死。
「歸順儀式」又再度重創了抗日六社遺族的對生存的信心，同時也徹底瓦解了抗日六社遺族所有復仇反抗的可能。
抗日六社遺族中老一輩的人為了害怕好不容易保護撫養長大的年輕族人因為知道霧社事件的真相，而衝動的找日本人報仇，引發更為慘重的滅族危機。自此「霧社事件」在川中島成了禁忌。而年輕的一代不知道霧社事件的恩怨，並且在日本人加強全面性皇民化教育的環境下，卻逐漸忘記了祖先流傳下來的傳統，反倒認同日本人，甚至於以當日本人為榮。
1944年，日本在太平洋戰爭中節節失利，開始大量在台灣徵召台灣人從軍。在此同時也組織了由原住民青年所組成的「高砂義勇隊」。初子的弟弟巴萬·塔達歐也在徵召之列。
初子萬萬沒有想到她的族人在霧社事件中驍勇善戰的特性，竟然在十多年後被日軍利用來成為幫他們打仗以圖扭轉在戰場上劣勢的工具。更讓她痛心的是，居然年輕一輩族人竟然也爭先恐後的參加，去為他們的父祖的仇人效命上戰場。結果在川中島徵召的二十餘名高砂義勇隊隊員在戰後只有八名平安回到台灣，初子的弟弟巴萬·塔達歐則是一去不回，再也沒有任何消息。
初子最大的遺憾就是她與母親極力保護了十多年而平安度過霧社事件風暴的弟弟巴萬·塔達歐不是因為反抗日本人而犧牲，卻是為了日本人自己發動的戰爭而戰死。
但是，她了解她的弟弟不是為了幫日本人打仗，而是為了讓日本人知道賽德克勇士的勇敢。
鏡頭拉回現代的川中島，如今的川中島已經完全看不到當年集中營的景色。如今也改稱為「清流部落」。抗日六社遺族後代大多數仍舊居住於此。
一片片綠油油的稻田及橫亙於其中的柏油小路，現代的「清流部落」已經看不到當年霧社事件的悲壯與事件後遺族們所遭遇的淒苦。

## 後記

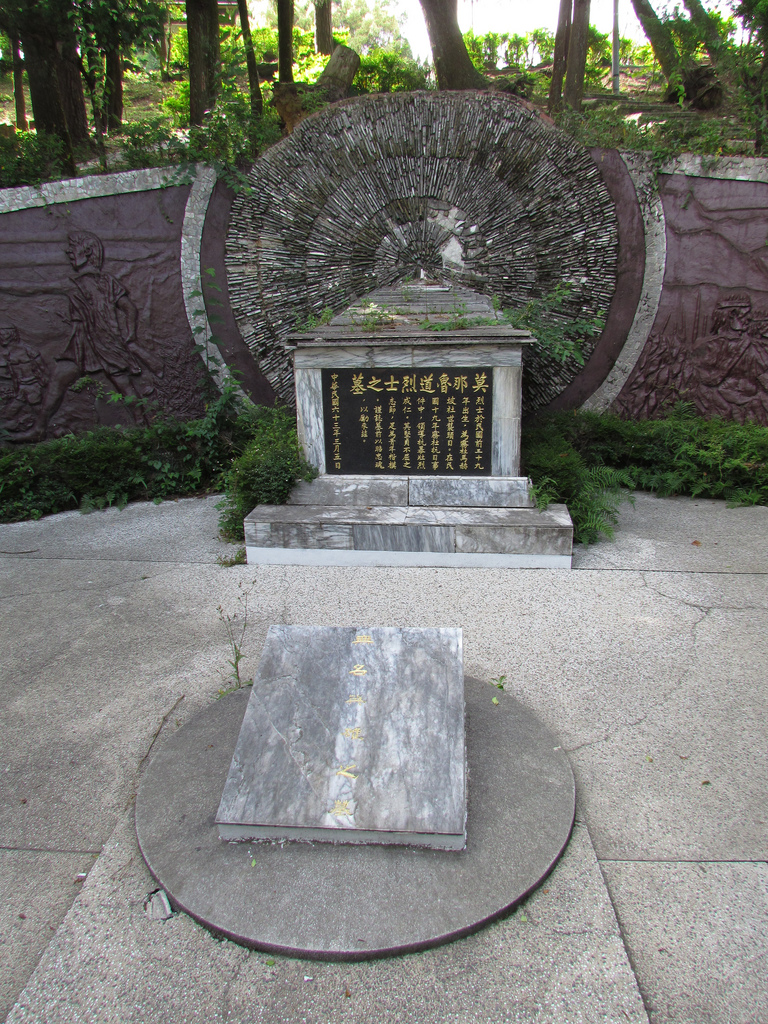
莫那·魯道安葬於霧社紀念公園內。

高山初子在二戰結束後再度改名為高彩雲，而中山清則改名為高永清，二郎的遺腹子花岡初雄改名為高光華。而高彩雲女士後來在仁愛鄉廬山溫泉區開了一家旅館，名為「碧華莊」（現名為碧華山莊）。高永清先生與高光華先生先後擔任仁愛鄉鄉長，高永清先生之後當選省議員。莫那·魯道紀念陵園就是動工座落於這兩位鄉長任內。
莫那·魯道的屍骨後來在馬赫坡岩窟被發現，日本人將其遺骸送交台北帝國大學考古人類學系當成研究標本。後來就一直存放在大學的儲藏室內。直至1973年（民國六十二年）才被人發現確定，並將其遺骨迎回霧社安葬，當時的總統蔣中正還為其陵園牌樓題字「碧血英風」。同時將莫那·魯道的牌位入祀忠烈祠。

## 演員陣容

### 賽德克人

#### 馬赫波社
| 演員   | 角色                                              | 介紹 |
| 蘇清喜 | 莫那·魯道(Mona Rudao) （1880～1930）              | 馬赫波社頭目 巴幹·瓦歷斯之夫 狄瓦斯·魯道之兄 達道·莫那、巴索·莫那、馬紅·莫那之父 比荷·瓦利斯養父 身配一把長刀，上頭繫著每次出草時獵得的人頭的頭髮，象徵著他饒勇善戰。長期對抗日本統治者，霧社事件時領導族人發起抗戰，經歷女兒被抓、兒子戰死仍堅持對抗，直到窮途末路之時，他最後的決定則是親手殺了自己的家人，並且隱沒深山中自裁，享年48歲。 |
| 高佳音 | 巴幹·瓦歷斯(Bakan Walis)                          | 馬赫波社人 莫那·魯道之妻 達道·莫那、巴索·莫那、馬紅·莫那之母 |
| 田麗   | 狄瓦斯·魯道                                       | 馬赫波社人 近藤儀三郎前妻(遭受拋棄) 莫那·魯道之妹 達道·莫那、巴索·莫那、馬紅·莫那姑姑 嫁給日人近藤儀三郎但被拋棄後，被視為不祥，與哥哥莫那感情深厚卻無法回到自己的部落，住在荷歌社初子家附近，後淪落至酒館工作，與初子親近，教導初子關於日本的文化，亦因自己的遭遇，鼓勵初子追求自我，事件發生時與初子一起逃難。                            |
| 那維勳 | 達道·莫那(Tadao Mona) （?～1930）                 | 馬赫波社人 莫那·魯道、巴幹·瓦歷斯長子 巴索·莫那、馬紅·莫那之兄 狄瓦斯·魯道之侄 精於狩獵，勇敢能戰。父親自殺後，領導族人，與日本人展開迂迴深山遊擊戰。自殺身亡。 |
| 安春源 | 巴索·莫那                                         | 馬赫波社人 莫那·魯道、巴幹·瓦歷斯次子 達道·莫那之弟、馬紅·莫那之兄 狄瓦斯·魯道之侄 |
| 高慧君 | 馬紅·莫那(Mahon Mona) 張秀妹(漢名) （1907～1973） | 馬赫波社人 薩布之妻 莫那·魯道、巴幹·瓦歷斯長女 達道·莫那、巴索·莫那之妹 狄瓦斯·魯道之姪 丈夫、兒子、父母、兄弟在事件中全部死亡。莫那·魯道家族唯一存活的悲劇人物。享年66歲。 二戰結束後改名張秀妹。 |

#### 荷歌社
| 演員                 | 角色                                                                  | 介紹 |
| 尤勞·尤幹            | 塔達歐·諾干(Tadao Nokan) （?～1930）                                  | 荷歌社頭目 魯比之夫 高山初子、巴萬·塔達歐之父 川野花子伯父 與莫那·魯道一起赴日本觀光，一起參加「沙拉茅事件」。對於日本的文明並不排斥，反而樂於接受，也因此常跟莫那·魯道起衝突。初子受日人栽培與重視對他而言也是一件值得驕傲的事。當莫那·魯道要求他一起發起抗爭時，他拒絕並且表示絕無成功的可能，但為了賽德克族的光榮，他仍然在最後一刻加入戰鬥，卻在一場戰役中死亡，成為第一個戰死的頭目。 |
| 元元                 | 魯比                                                                  | 荷歌社人 塔達歐·諾干之妻 高山初子、巴萬·塔達歐之母 川野花子伯母 |
| 李芷芡 柯奐如 潘美信 | 娥賓·塔達歐(Obing Tadao) 高山初子(日本名) 高彩雲(漢名) （1914～1996） | 荷歌社人、模範番 花岡二郎、中山清之妻 塔達歐·諾干、魯比之女 花岡初雄、中山杏子之母 巴萬·塔達歐之姊 川野花子堂姊 由日本人栽培改名高山初子。與花岡一郎感情深厚，卻在日人的安排下嫁給了花岡二郎。霧社事件發生之時躲在屍體堆下差點被殺，幸而被從小一起長大的比荷救下。本來該跟家人一起在花崗山自殺的初子，在花岡二郎的請求下，為了孩子活了下來。事件過後兩年，再度被日人安排嫁給同為接受日人栽培的中山清，身不由己的命運，卻使得初子更加珍惜辛苦而危殆的生命，為了部落的族人，她選擇當一名助產士，一直為族人所敬佩。 二戰結束後改名高彩雲。 |
| 王昇 傅子純          | 塔奇斯·那威(Dakis Nawi) 花岡二郎(日本名) （1911～1930）               | 荷歌社人 高山初子之夫 花岡一郎之弟(無血緣關係) 花岡初雄之父 追隨一郎腳步自霧社公學校畢業進入埔里小學校高等科。在霧社警察駐在所任「警丁」（警察最低階）。跟花岡一郎一樣喜愛著初子，不同的是他勇於表達，最後日人竟也安排他與初子結婚。事件中和花岡一郎一樣陷於「義」「恩」內心衝突，自殺身亡。但他為了完成以生命保護初子的諾言，請求初子與遺腹子繼續生存下去，自己則是選擇自殺身亡。 |
| 王志恩               | 比荷·瓦利斯 中山清(日本名) 高永清(漢名) （1916～1982）                | 荷歌社人 高山初子之夫 中山杏子之父 高山初子學弟，在霧社事件及後續餘波中多次死裏逃生，亦見証數次日人慘殺族人事件。後來於川中島娶高山初子。 二戰結束後改名高永清，曾任仁愛鄉長、省議員。 |
| 周英偉               | 巴萬·塔達歐                                                           | 荷歌社人 塔達歐·諾干、魯比之子 高山初子之弟 霧社事件後來被日本人徵招加入高砂義勇軍。 |
| 林慧君 韋苓          | 娥賓·那威(Obing Nawi) 川野花子(日本名) （1913～1930）                 | 荷歌社人、模範番 花岡一郎之妻 花岡勝雄之母 塔達歐·諾干、魯比之姪 高山初子堂姊 與娥賓‧塔達歐一起長大上學，改名川野花子。雖然知道花岡一郎喜歡的人是初子，卻仍然堅持著自己的情感，後來兩人結婚，生下一子取名勝雄。事件發生時，單純而樂觀的她一點也沒有驚慌，反而勇敢地跟隨著一郎的選擇，在花崗山上，身穿和服的她，脖子上有一道刀痕，抱著勝雄躺在一郎身邊。 |
| 王冠忠 馬志翔        | 塔奇斯·諾敏(Dakis Nomin) 花岡一郎(日本名) （1908年～1930年）          | 荷歌社人、模範番 川野花子之夫 花岡勝雄之父 花岡二郎之兄(無血緣關係) 日本「教化」「撫育」下的第一個「模範蕃丁」。小學校課科畢業後再轉入台中師範學校，畢業後任霧社分室乙種巡查。個性寡言保守，即使自己所愛的人是初子，卻為了故念兄弟之情與日人的命令，頹然接受。事件時他亦在族人情感與日人恩惠中為難爭扎，最後選擇自殺一途。 |
| 蘇建雄               | 瓦利斯·達哀                                                           | 荷歌社人 比荷·瓦利斯之父 日本人眼中標準的「不良蕃丁」，妻子拋棄他隨日本人離去，而此事卻被族人拿來消遣。最後瓦利斯的母親因他而死，而他則死於日本人手裡。 |
| 戴國興 王宏恩        | 比荷·瓦利斯 （1900～1932）                                            | 荷歌社人 瓦利斯之子 莫那·魯道養子 從小目睹一家人被日人殺死，而後日日伺機報仇。日本人眼中標準的「不良蕃丁」，被莫那·魯道收養。喜歡初子但礙於身份而不敢更加靠近，初子結婚後，自己也選擇入贅，整日與酒為伍，自暴自棄。直到莫那·魯道表示要發起戰役對抗日人，比荷的生命才重新有了力量，在整個過程中他期許自己當一頭跑得最快的雲豹，在深山中奇襲日人，令日人極為苦惱。最後一個被捕，被捕後遭日警折磨而死。 |
| 田駿                 | 薩布                                                                  | 荷歌社人 馬紅·莫那之夫 |
| 高蕾雅               | 村田太太                                                              | 時常遭到小島源治非禮行為騷擾，但她始終採取吞忍的態度，然而終究得不到村田的諒解，最後在大樹上自縊以表清白。 |
| 陳禧聲               | 烏康                                                                  | |

#### 屯巴拉社
| 演員   | 角色        | 介紹                                      |
| 田貴芳 | 鐵木‧瓦歷斯 | 屯巴拉社頭目 對馬赫波社與荷歌社懷有怨恨。 |

### 日本警察、日本軍人、日本教師
| 演員     | 角色                        | 介紹 |
| 熊谷淳二 | 佐塚愛祐 （1886～1930）     | 「理蕃」警察、白狗社駐在所主管、霧社分室主任 在日本軍隊退伍後，拋棄日本妻子，來台灣當「理蕃」警察。娶白狗社頭目之女為妻，任白狗社駐在所主管，在內山服勤21年，政績顯著，霧社事件那年昇調霧社地區最高政長官，即霧社分室主任。強迫原住民參加勞役。扣繳原住民薪水。在運動場大會中被斬首身亡。年44歲。       |
| 岩野央   | 小島源治 （1885-1983）      | 「理蕃」巡查警察 隨兄來台任「理蕃」警察，其兄被原住民獵首。大部分時間任職於“道澤駐在所”。霧社事件發生時阻止道澤群部落與起事原住民六部結盟。唸小學的次子在霧社公學校被殺害，但他亦拯救了在事件中幾乎被殺的中山清。1931年「第二次霧社事件」奪去216條投降「保護蕃」的生命是他的陰謀傑作。他享年98歲。      |
| 石塚義高 | 村田弘                      | 「理蕃」巡查警察、教師、記者 在霧社公學校教導賽德克原住民讀書，也是高山初子、川野花子、花岡二郎、花岡一郎的啟蒙老師，為了更親近賽德克人，他也迎娶了一名賽德克女子為妻，不滿妻子被小島源治巡查騷擾，因妻子自殺而回日本，在台灣任職報社記者再回台灣，不滿日本警察、日本軍人針對賽德克原住民採取報復手段。 |
| 米七偶   | 山崎                        | 霧社分室主任 |
| 葛西健二 | 吉村克己                    | 「理蕃」巡查警察 時常辱打原住民的巡查，強迫原住民參加勞役，婚禮敬酒和達道·莫那、巴索·莫那引發衝突，引發霧社事件的日方關鍵人物。 |
| 平吉匡時 | 小笠原敬太郎 （1884～1930） | 臺中州能高郡郡守公學校校長 在運動場大會中被斬首身亡。年46歲。 |
| 土井高司 | 鎌田彌彥 （1877～1966）     | 陸軍少將 公學校大戰後，奉軍司令部的命令，鎌田支隊總司令少將鎌田彌彥，隨即從埔里至霧社接掌所有「反抗蕃」的討伐事宜，震怒的他誓死決心要活捉莫那·魯道。 |

### 漢人
| 演員   | 角色     | 介紹 |
| 蔡振南 | 巫金墩   | 漢人、雜貨商老闆 在霧社街道開商店的漢人雜貨商，平常與日人、原住民交易買賣。事件發生時將大量貨品給起義原住民後關上店門，返回埔里後，為日方逮捕質訊。 |
| 夏靖庭 | 酒館老闆 | 漢人、酒館老闆 阿玉之夫 巫金墩好友。跟日警友好。1930年10月27日，被起義原住民當成是日本人殺害。                                                      |
| 柯淑勤 | 阿玉     | 漢人、酒館老闆娘 酒館老闆之妻 |
| 柯一正 | 文雄父親 | 漢人、埔里醫院醫師兼院長 在埔里開醫院，行醫救世、捐錢鋪路，得到地方上的人民支持，但不支持文雄參與政治活動。                                         |
| 蘇明明 | 文雄母親 | 漢人 不支持文雄參與政治活動。 |
| 高山峰 | 阮文雄   | 漢人 阮政一叔公 與花岡一郎同是台中師範學校的學生，亦是朋友，有著強烈的民族意識。                                                                    |
| 施易男 | 阮政一   | 大學歷史系研究生 阮文雄孫侄 |